# جگان (فنوج)
جگان (فنوج)، روستایی در دهستان کتیج بخش کتیج شهرستان فنوج در استان سیستان و بلوچستان ایران است.

## جمعیت
این روستا در دهستان کتیج قرار دارد و براساس سرشماری نفوس و مسکن در سال ۱۳۹۵، جمعیت آن زیر سه خانوار بوده است.